# Blackpool Football Club
El Blackpool Football Club és un club anglès de futbol de la ciutat de Blackpool, a Lancashire. Actualment juga a la Football League One.

## Història

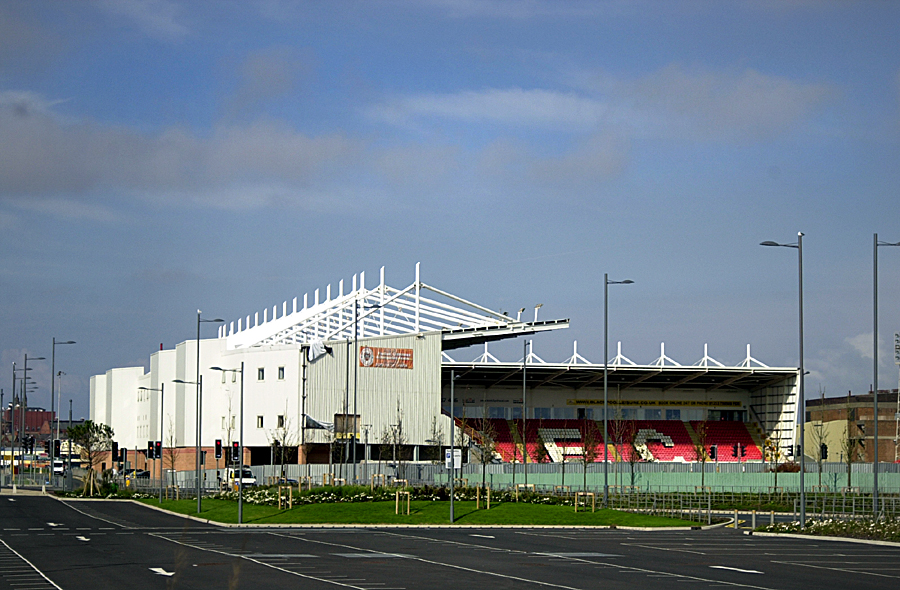
Bloomfield Road

### Primers anys
El club es va fundar oficialment en 1887 després de la fusió de dos clubs. El 26 de juliol de 1887 es va fundava de manera oficial com Blackpool Football Club.
El club va ser un dels fundadors de la Lancashire League. El 1894 va ingressar a la Football League. En 1896 debutava a la Second Division, sent el seu primer partit oficial contra el Lincoln City, perdent 3-1. El Blackpool descendiria en diverses ocasions.

### Principis del segle XX
El Blackpool no aconseguia assentar en les altes divisions, a més va canviar d'estadi diverses vegades. Assentats en la Division Two, l'esclat de la Primera Guerra Mundial va cancel·lar les competicions esportives. Després de la represa el 1920, el Blackpool va finalitzar quart, a les portes de l'ascens. En 1922, Harry Bedford, el millor jugador de l'equip, va marxar al Nottingham Forest. El 1925, l'equip va aconseguir arribar a la quarta ronda a la FA Cup per primera vegada en la seva història. El 1930, el Blackpool, liderat pel seu entrenador Harry Evans i el davanter Jimmy Hampson, va finalitzar campió de la Division Two seguit a 3 punts pel Chelsea FC.
Després de tres anys molt mediocres en la First Division, va finalitzar últim i va tornar a la Division Two. La temporada 1934-35 va ser l'última de Jimmy Hampson, el fins llavors màxim golejador del Blackpool. A la 1936-37, el Blackpool finalitza subcampió després de Leicester City, aconseguint l'ascens. L'equip es va mantenir en la Division One en l'etapa anterior a la Segona Guerra Mundial, fins a la cancel·lació de les competicions per l'esclat de la guerra.

### Etapa post-guerra
A la 1945-46 es van reprendre les competicions. Liderats per jugadors com Stanley Matthews, Stan Mortensen, Harry Johnston, Ray Charnley, Allan Brown, George Farm o Hugh Kelly, la dècada dels 50 serà considerada com la més reeixida en la història del Blackpool. En aquests anys, el Blackpool arribaria tres vegades a la final de la FA Cup, perdent en 1948 i 1951 contra el Manchester United FC, però guanyant finalment el 1953.
A la 1955-56, el Blackpool va aconseguir la millor classificació de lliga de la seva història, subcampió després el Manchester United i sent quart i setè en els anys posteriors.

## Uniforme
- Marca: Errea (2013-present)
- Uniforme titular: Samarreta taronja, pantalons blancs i mitgetes taronges.
- Uniforme alternatiu: Samarreta blanca, pantalons taronja i mitgetes blanques.

## Jugadors destacats
El 22 d'agost de 2006 es creà el Salo de la Fama del Blackpool FC, organitzat per l'Associació de Seguidors del Blackpool, on els seguidors d'arreu del món pot votar els seus herois de tots els temps. Cinc jugadors per dècada són inclosos.
Pre-1950s:
- Jack Parkinson
- Harry Bedford
- Jimmy Hampson
- Jock Dodds
- Georgie Mee

1950s:
- Stan Mortensen
- Stanley Matthews
- Bill Perry
- Harry Johnston
- Allan Brown

1960s:
- Jimmy Armfield
- Alan Ball
- Tony Green
- Ray Charnley
- Glyn James

1970s:
- Alan Suddick
- Mickey Walsh
- Tommy Hutchison
- John Burridge
- Mickey Burns

1980s:
- Paul Stewart
- Alan Wright
- Eamon O'Keefe
- Andy Garner
- Mike Davies

1990s:
- Trevor Sinclair
- Dave Bamber
- Tony Ellis
- Andy Morrison
- Phil Clarkson

## Palmarès
- Segona Divisió de la lliga anglesa (1): 1929–30
- FA Cup (1): 1953
- Copa Anglo-Italiana (1): 1970-71
- Football League Trophy (2): 2001-02, 2003-04
- Lliga War Cup (1): 1943
- Lancashire Senior Cup (6): 1936, 1937, 1954, 1994, 1995, 1996
- Lancashire Junior Cup (2): 1888, 1891